# Кларксберг (Западная Виргиния)
Кларксберг (англ. Clarksburg) — город на севере центральной части штата Западная Виргиния. Административный центр округа Гаррисон. Население города по данным переписи 2010 года составляет 16 578 человек; по оценочным данным на 2012 год оно насчитывает 16 439 человек.

## География
По данным Бюро переписи населения США площадь города составляет 25,23 км²; вся эта территория представляет собой сушу. Вдоль города протекает река Уэст-Форк.

## Население
По данным переписи 2010 года население Кларксберга составляло 16 578 человек; плотность населения насчитывала 657,2 чел/км². Расовый состав: белые американцы (92,9 %); афроамериканцы (3,9 %); азиаты (0,3 %); коренные американцы (0,2 %); представители других рас (0,3 %) и представители двух и более рас (2,4 %). Доля латиноамериканцев любой расы — 1,6 %.
Из 7213 домашних хозяйств в 28,5 % — воспитывали детей в возрасте до 18 лет, 38,0 % представляли собой совместно проживающие супружеские пары, в 14,7 % хозяйств женщины проживали без мужей, в 5,2 % — мужчины проживали без женщин и в 42,1 % проживали несемейные люди. 35,3 % домохозяйств состояли из одного человека, при этом 14,6 % составили одинокие пожилые люди в возрасте 65 лет и старше. В среднем домашнее хозяйство ведут 2,25 человек, а средний размер семьи — 2,91 человек.
Доля лиц в возрасте младше 18 лет составляет 21,9 %; лиц в возрасте от 18 до 24 лет — 7,9 %; от 25 до 44 лет — 26,8 %; от 45 до 64 лет — 27,1 %; лиц старше 65 лет — 16,3 %. Средний возраст населения — 39,5 лет. 48 % населения составляют мужчины, 52 % — женщины.
Динамика численности населения города по годам:
| 1950   | 1960   | 1970   | 1980   | 1990   | 2000   | 2010   |
| ------ | ------ | ------ | ------ | ------ | ------ | ------ |
| 32 014 | 28 112 | 24 864 | 22 371 | 18 059 | 16 743 | 16 578 |

## Экономика
На протяжении XX века город являлся важным промышленным центром; особенно развита была стекольная промышленность. В первой половине XX века важное место занимала также угольная промышленность. Кларксберг является важным культурным центром северо-центральной Западной Виргинии.